# Scooby-Doo and Scrappy-Doo (1979-1980)
Scooby-Doo and Scrappy-Doo, conocido en Latinoamérica como El show de Scooby-Doo y Scrappy-Doo y Scooby-Doo y Scrapy-Doo corresponde a la cuarta serie del dibujo animado de Hanna-Barbera Scooby-Doo. Su primer episodio fue mostrado el 22 de septiembre de 1979 y tuvo una temporada emitida por ABC con media hora de duración por episodio. Fueron producidos 16 episodios entre 1979 – 1980.

## Análisis general
En 1979, los empleados de Hanna-Barbera se dieron cuenta de que la fórmula de Scooby-Doo estaba muy utilizada, por lo que la parodiaron en el especial de 1979, Scooby Goes Hollywood. Además, ABC comenzó a plantear la cancelación del programa, ya que la sintonía no era la mejor. Por lo tanto, para la temporada 1979 - 1980, Scooby-Doo sufrió un gran cambio, con la incorporación del sobrino de Scooby Scrappy-Doo, la voz fue hecha por Lennie Weinrib, y el programa cambió su nombre a El show de Scooby-Doo y Scrappy-Doo.
A diferencia de su gran y asustadizo tío, Scrappy era pequeño y valiente; en cada episodio trataba de enfrentarse a los monstruos o fantasmas por su cuenta, por lo que Scooby y Shaggy debían cuidarlo todo el tiempo para que no sufriera algún daño. Además, los personajes Fred, Daphne y Vilma fueron menos importantes para el programa. En la mitad de la temporada, Marla Frumkin reemplazó la voz de Pat Stevens para Vilma.

## Reparto de voces
Don Messick - Scooby-Doo, Lennie Weinrib - Scrappy-Doo
Casey Kasem - Shaggy Rogers.Frank Welker - Fred Jones,Heather Norte - Daphne Blake, Pat Stevens - Velma Dinkley (eps 1-11). Marla Frumkin - Velma Dinkley (eps 12-15).

## Guía de episodios
| #    | Título del episodio                      | Primera emisión          |
| ---- | ---------------------------------------- | ------------------------ |
| 1.1  | "The Scarab Lives!"                      | 22 de septiembre de 1979 |
| 1.2  | "The Night Ghoul of Wonderworld"         | 29 de septiembre de 1979 |
| 1.3  | "Strange Encounters of a Scooby Kind"    | 6 de octubre de 1979     |
| 1.4  | "The Neon Phantom of the Roller Disco!"  | 13 de octubre de 1979    |
| 1.5  | "Shiver and Shake, That Demon's A Snake" | 20 de octubre de 1979    |
| 1.6  | "The Scary Sky Skeleton"                 | 27 de octubre de 1979    |
| 1.7  | "The Demon of the Dugout"                | 3 de noviembre de 1979   |
| 1.8  | "The Hairy Scare of the Devil Bear"      | 10 de noviembre de 1979  |
| 1.9  | "Twenty Thousand Screams Under the Sea"  | 17 de noviembre de 1979  |
| 1.10 | "I Left My Neck in San Francisco"        | 24 de noviembre de 1979  |
| 1.11 | "When You Wish Upon a Star Creature"     | 1 de diciembre de 1979   |
| 1.12 | "The Ghoul, the Bad, and the Ugly"       | 8 de diciembre de 1979   |
| 1.13 | "Rocky Mountain Yiii!"                   | 15 de diciembre de 1979  |
| 1.14 | "The Sorcerer's a Menace"                | 22 de diciembre de 1979  |
| 1.15 | "Lock The Door, It's a Minotaur"         | 29 de diciembre de 1979  |
| 1.16 | "The Ransom of the Scooby Chief"         | 5 de enero de 1980       |